# جين روز
جين روز (بالإنجليزية: Gene Rose)‏ هو لاعب كرة قدم أمريكية أمريكي، ولد في 15 أغسطس 1913 في سينسيناتي في الولايات المتحدة، وتوفي في 16 يناير 1986 في ممفيس في الولايات المتحدة.

## وصلات خارجية
- جين روز على موقع مرجع كرة القدم المحترفة.كوم (الإنجليزية)